# БТР-70М1
БТР-70М1 — украинский 82-мм самоходный миномёт, разработанный на базе бронетранспортёра БТР-70.

## История
Опытный образец самоходного миномета БТР-70М1 был изготовлен весной 2015 года на Харьковском заводе специальных машин и в дальнейшем передан Национальной гвардии Украины. 
В июне 2015 года после инцидента со стрельбой в Мукачево бронемашина использовалась НГУ в операции против боевиков "Правого сектора" в Закарпатье.
В январе 2016 года в рекламном видеоролике ХЗСМ было упомянуто о возможности производства дополнительного количества БТР-70М1 для государственных силовых структур Украины и иностранных заказчиков.

## Описание
БТР-70М1 представляет собой переоборудованный бронетранспортёр БТР-70 советского производства. 
Экипаж БТР-70М1 состоит из пяти человек (командира машины, водителя, пулемётчика, наводчика и заряжающего), имеется возможность перевозки двух десантников.
Пулемётное вооружение в башне сохранено, в десантном отделении установлен 82-мм батальонный миномёт обр. 1937 года. Для ведения огня из миномёта в крышу десантного отделения установлен двустворчатый люк, створки которого могут быть зафиксированы упорами в вертикальном положении. Миномётные мины горизонтально уложены на стеллаже по левому и правому борту. Опорная плита миномёта закреплена снаружи корпуса (что позволяет использовать миномёт отдельно от бронемашины).
Кроме того, в ходе переоборудования БТР-70 в БТР-70М1 для более лёгкого запуска двигателей в холодное время года базовый подогреватель ПЖБ-300В был заменён на дизельный предпусковой подогреватель 14ТС-10.

## Страны-эксплуатанты
- Украина — 1 шт. передан на вооружение Национальной гвардии Украины[2].